# Zlatý úhel

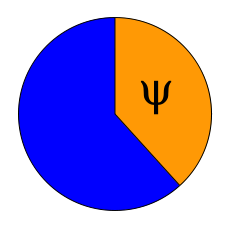
Zlatý úhel

Zlatý úhel se v geometrii nazývá úhel, který rozděluje kruh na dva úhly (přesněji řečeno na kruhové výseče) α a β pro které platí, že poměr menšího úhlu α k většímu β je rovný poměru většího úhlu k celému kruhu:
{\displaystyle {\frac {\alpha }{\beta }}={\frac {\beta }{360^{\circ }}}}
{\displaystyle \alpha +\beta =360^{\circ }}
Menší úhel α se označuje řeckým písmenem ψ a rovná se přibližně 137,51° (≈ 2,40 radiánu).

## Výpočet

### Výpočet užitím zlatého řezu
Zlatý úhel souvisí s číslem nazývaným zlatý řez (φ ≈ 1,618), což je vlastně poměr mezi jednotlivými úhly:
{\displaystyle \beta =\varphi \alpha } respektive {\displaystyle \beta =\varphi \psi }
{\displaystyle 360^{\circ }=\varphi \beta }
Po vzájemném dosazení rovnic dostaneme:
{\displaystyle 360^{\circ }=\varphi ^{2}\alpha } respektive {\displaystyle 360^{\circ }=\varphi ^{2}\psi }
Z tohoto vztahu můžeme vypočítat hodnotu zlatého úhlu ψ:
{\displaystyle \psi ={\frac {360^{\circ }}{\varphi ^{2}}}\approx 137,51^{\circ }}

### Výpočet bez znalosti zlatého řezu
Pokud nevíme o existenci zlatého řezu nebo jeho souvislosti se zlatým úhlem, můžeme se pokusit spočítat velikost zlatého úhlu ψ jinak. V následujícím postupu, který je velmi podobný výpočtu hodnoty zlatého řezu, jsou použity radiány místo stupňů (2π rad = 360°) a je počítána velikost úhlu α, který vlastně představuje hledaný zlatý úhel.
Úloha je zadána dvěma rovnicemi.
{\displaystyle {\frac {\alpha }{\beta }}={\frac {\beta }{2\pi }}}
{\displaystyle \alpha +\beta =2\pi }
Z druhé rovnice vyjádříme β a dosadíme jej do první rovnice.
{\displaystyle \beta =2\pi -\alpha }
{\displaystyle {\frac {\alpha }{2\pi -\alpha }}={\frac {2\pi -\alpha }{2\pi }}}
Vynásobením čitatelů jmenovateli se zbavíme zlomků.
{\displaystyle 2\pi \alpha =\left(2\pi -\alpha \right)^{2}}
Umocníme závorku a převedeme na jednu stranu.
{\displaystyle 2\pi \alpha =4\pi ^{2}-4\pi \alpha +\alpha ^{2}}
{\displaystyle \alpha ^{2}-6\pi \alpha +4\pi ^{2}=0}
Z kvadratické rovnice vypočteme dva kořeny α1 a α2.
{\displaystyle \alpha _{1,2}={\frac {6\pi \pm {\sqrt {36\pi ^{2}-16\pi ^{2}}}}{2}}}
{\displaystyle \alpha _{1}=\pi \left(3+{\sqrt {5}}\right)\doteq 5,24\pi \doteq 16,45\,rad}
{\displaystyle \alpha _{2}=\pi \left(3-{\sqrt {5}}\right)\doteq 0,76\pi \doteq 2,40\,rad}
Je zřejmé, že první kořen α1 je větší než 2π. Tím pro nás ztrácí praktický význam a zanedbáme jej. Získáváme tak hledanou velikost zlatého úhlu ψ.
{\displaystyle \psi \doteq 2,4000\,rad\doteq 137,51^{\circ }}

## Biologie
Zlatý úhel je důležitou veličinou v biologii. Listy, které postupně rostou jeden za druhým, se nacházejí na hustě svinuté tzv. genetické spirále. Při pohledu zvrchu lze sledovat úhel mezi spojnicemi středu stonku a následných listů. Všechny listy vyrůstají zhruba ve stejném úhlu kolem středu. Tento úhel se blíží zlatému úhlu.
Podobně vyrůstají například i jednotlivé okvětní lístky květu růže nebo jednotlivá semena na květu slunečnice.